# 江偉
江偉（英語：Anthony Kong Wai，1982年1月28日—2023年9月16日） ，已故香港天文台高級科學主任。生前信奉基督教。

## 生平
江偉於1982年1月28日出生，曾就讀香港中文大學。江與天文台科學主任蔡子淳加入香港天文台前為中學教師（2006-2008年間任教於鄭植之中學），2013年12月成為香港天文台「天氣廣播站」團隊成員。
2023年9月16日江偉因病離世，終年41歲。